# Teatro Nescafé de las Artes
Teatro Nescafé de las Artes, es un teatro chileno ubicado en la comuna de Providencia, en Santiago de Chile. Tiene una capacidad para recibir a 983 personas (979 butacas y 4 espacios para sillas de rueda).

## Historia

### Teatro Marconi/Providencia (1949-1990)
Fue inaugurado en 1949 como Teatro Marconi. En la década de 1950 se dedicó a la exhibición de éxitos de Hollywood. A fines de la década de 1960 fue escenario de conciertos de rock chileno, y en la década de 1970 se caracterizó por exhibir cine arte. 
En la década de 1980, ya renombrado como Teatro Providencia, albergó espectáculos como No vote por mí (1987) de Coco Legrand y el Festival de Teatro Político (1989).

### Teatro Nescafé (2009-actualidad)

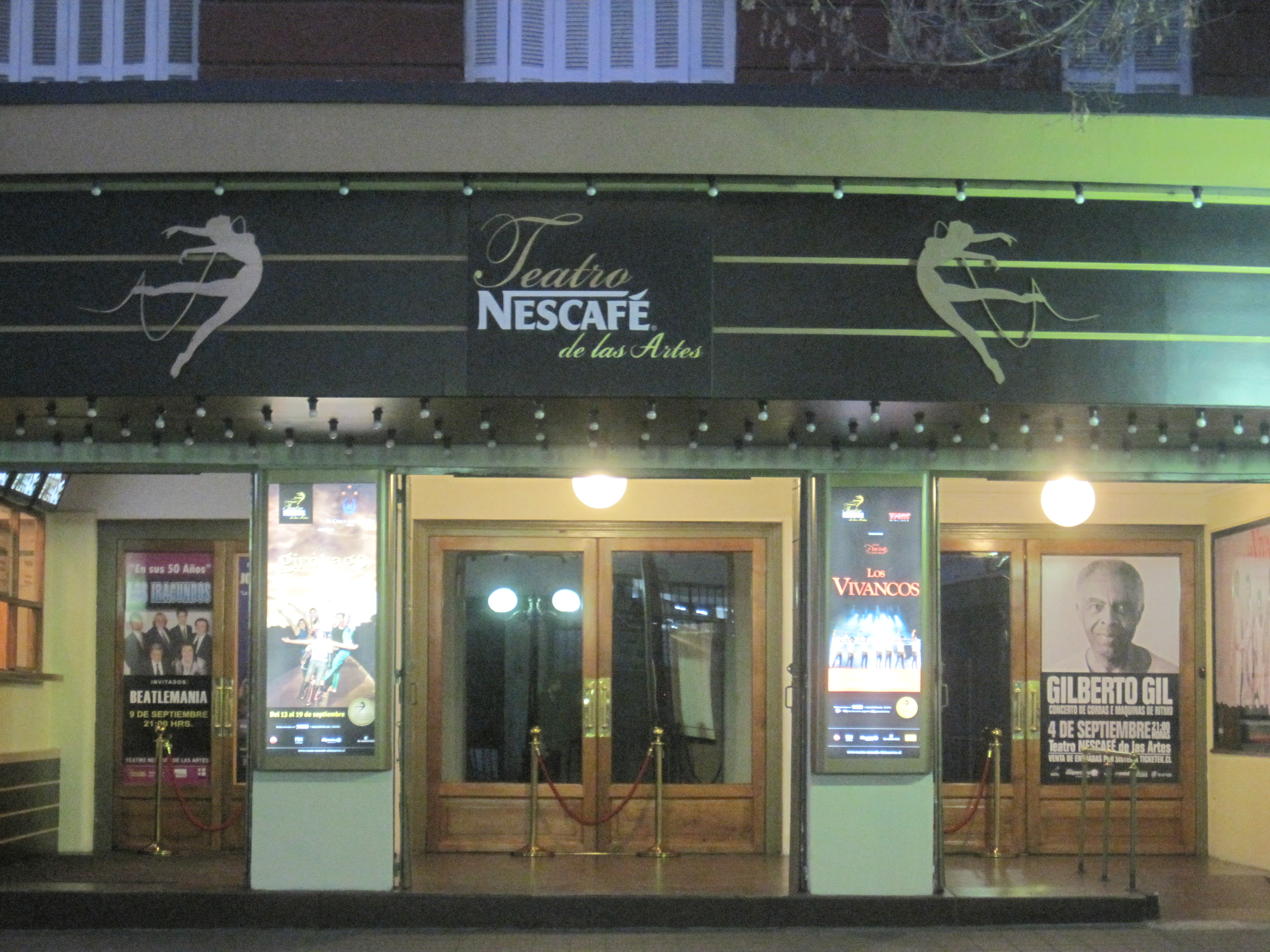
Teatro en 2012.

A fines de la década de 2000, un grupo de privados —Alfredo Saint-Jean Domic, Irene González Peña, Cristián Frederick Aldunate y María Eugenia González Peña— deciden llevar adelante este proyecto de rescate patrimonial, para reacondicionar el teatro, siendo reinaugurado el 6 de agosto de 2009 con su nombre actual, que incluye el auspicio de la marca Nescafé.
A finales de 2009 comienzan las transmisiones en alta definición de la temporada de ópera conocida como Metropolitan Opera Live in HD, en vivo desde el Metropolitan Opera House de Nueva York. El teatro cerró su temporada 2014 con un total de 368 funciones realizadas en 12 meses, una cifra récord desde su inauguración en agosto de 2009.
El teatro fue el lugar donde se realizó la primera entrega de los Premios Caleuche en enero de 2016.

## Conciertos
Desde fines de los 90, pese a su cierre a mediados de los 00’s, el teatro se ha convertido en afluencia de la más variada cantidad de conciertos; tanto nacionales como internacionales, dentro de los cuales destacan:
- Abel Pintos (2015)
- Adrian Belew (2010, 2013)
- After Forever (2005)
- Aguaturbia (2017)
- Álvaro Henríquez (2004)
- Amadou & Mariam (2001)
- Amaia Montero (2015)
- Amaral (2013)
- Amistades Peligrosas (2014)
- Ana Belén (2014)
- Ana Tijoux (2014-15)
- Anathema (2019)
- Angra (2001)
- Animals as Leaders (2017)
- Anneke van Giersbergen (2010, 2013-14, 2018)
- Apocalyptica (2017)
- Arena (2000)
- Attaque 77 (1999)
- Arturo Sandoval (2009)
- Babasónicos (2003-04)
- Barón Rojo (2001)
- Bebel Gilberto (2010)
- Billy Cobham (2015)
- C-Funk (2022)
- Café Tacvba (2002, 2014)
- Calexico (2014, 2016)
- Camel (2001)
- Cannibal Corpse (2002)
- Carl Palmer (2010, 2013)
- Carlos Rivera (2016)
- Carminho (2019)
- Chancho en Piedra (1998, 2001-02)
- Charly García (1998)
- Children of Bodom (2001)
- Chinoy (2010, 2014)
- Christina Rosenvinge (2010)
- Cristian Castro (2015)
- Daniel Cavanagh (2018)
- Dark Funeral (2003)
- De Saloon (2014)
- Denise Rosenthal (2018)
- Destruction (2002)
- Die Ärzte (2004)
- Diego el Cigala (2011, 2014)
- Dimmu Borgir (2001, 2004)
- Edguy (2002)
- El Cuarteto de Nos (2019)
- El Kanka (2019)
- Electrodomésticos (2016, 2019)
- Ella Baila Sola (2014)
- Ely Guerra (2004)
- Epica (2005)
- Esperanza Spalding (2013)
- Fermin Muguruza (2004)
- Fernando Milagros (2019)
- Fish (2001)
- Fito Páez (1993, 2010)
- Fulano (1999, 2002, 2009, 2014)
- Gamma Ray (2003)
- Glenn Hughes (2015-16)
- Gotan Project (2005)
- Gustavo Santaolalla (2018)
- HammerFall (2001)
- Hermeto Pascoal (2013)
- Hiromi Uehara (2016)
- Holden (2009)
- Hypocrisy (2004)
- Ibeyi (2018)
- Ill Niño (2004)
- Incognito (2015)
- Inquisición (1999)
- Inti-Illimani (2018)
- IQ (1999)
- Ismael Serrano (2016)
- Jaime Roos (2013)
- Jeff Berlin (2010)
- Joan Manuel Serrat (2018)
- Joe Satriani (2014)
- Joe Vasconcellos (1998, 2016 — 2018)
- John Cale (2016)
- John Scofield (2019)
- John Tempesta (2015)
- Jon Spencer Blues Explosion (2001)
- Camel (2001)
- Jordan Rudess (2018)
- Jorge Drexler (2019)
- Julia Holter (2016)
- Julieta Venegas (2015)
- Kevin Johansen (2010, 2014)
- Kreator (2002)
- Kudai (2005)
- La Ley (1992)
- Lacrimosa (2001)
- Lali Espósito (2016)
- Las Migas (2019)
- Lenine (2014)
- Lila Downs (2015)
- Lisandro Aristimuño (2013)
- Los Bunkers (2002-03, 2009-10)
- Los Fabulosos Cadillacs (1998)
- Los Jaivas (1998, 2015)
- Los Prisioneros (2004)
- Los Tetas (2013)
- Los Tres (1999-00)
- Luciano Supervielle (2017)
- Lucybell (2003-04, 2013)
- Luis Alberto Spinetta (2011)
- Luz Casal (2015)
- Maceo Parker (2013)
- Magma (2017)
- Makiza (2004)
- Manuel García (2016, 2019)
- Marillion (2016)
- Mariza (2017)
- Masterplan (2003)
- Mauricio Redolés (2019)
- Mercyful Fate (1999)
- Michael Bradley (2010)
- Mike Stern (2015)
- Miranda! (2005)
- Molotov (1999-00, 2004)
- Mono (2015)
- Moonspell (2004)
- Morbid Angel (2004)
- Mortification (2001)
- Mr. Big (2015)
- MxPx (2004)
- Nano Stern (2010 — 2012, 2016 — 2018)
- Nicole (2009)
- Nightwish (2000, 2002)
- Nita Strauss (2015)
- No Te Va Gustar (2019)
- Opeth (2017)
- Os Paralamas do Sucesso (2018)
- Pablo Ilabaca (2022)
- Pánico (2000)
- Paolo Nutini (2017)
- Pascuala Ilabaca (2017)
- Paul Gilbert (2001)
- Pedro Aznar (2010)
- Pedropiedra (2019)
- Pentagram Chile (2001)
- Peter Hammill (1999)
- Pettinellis (2002-03)
- Quilapayún (2005, 2015, 2019)
- Rhapsody of Fire (2001)
- Richie Kotzen (2005, 2014)
- Rufus Wainwright (2013)
- Saiko (2012-13)
- Scott Henderson (2012)
- Sepultura (2001)
- Shaman (2004)
- Soledad (2017)
- Soledad Giménez (2015, 2017)
- Sólstafir (2017)
- Sonata Arctica (2002)
- Stanley Jordan (2013)
- Stereolab (2000)
- Steve Hackett (2015, 2018)
- Steve Hogarth (2019)
- Steve Rothery (2017)
- Stuart Hamm (2014)
- Swans (2016)
- Symphony X (2000)
- Tan Biónica (2014)
- The Flower Kings (2018)
- The Gathering (2004)
- The Ocean (2016)
- The Residents (2015)
- The Winery Dogs (2013)
- Therion (2001, 2004)
- Toe (2018)
- Tony Levin (2010, 2012, 2015)
- Tortoise (2011, 2016)
- Tristania (2002)
- Vanesa Martín (2017)
- Vicentico (2003)
- Victor Wooten (2018)
- We Are the Grand (2016)
- Yajaira (2001)
- Yann Tiersen (2010)
- Yngwie Malmsteen (2001)
- Zappa Plays Zappa (2015)